# 吉田小五郎
吉田 小五郎（よしだ こごろう、1902年1月26日 - 1983年8月20日）は、日本の歴史学者、教育者。
新潟県柏崎市出身。1924年、慶應義塾大学文学部史学科卒。大学では幸田成友に師事。慶應義塾幼稚舎職員を1965年まで務める。幼稚舎長、慶大講師などを務め、東西交渉史などに業績を残す。

## 著書
- 聖フランシスコ・シャヴィエル小伝 大岡山書店、1932
- 東西ものがたり 慶應出版社 青少年文化叢書、1940、中公文庫、1983
- キリシタン物語 中央公論社 ともだち文庫、1949。芹沢銈介絵
- キリシタン大名 至文堂 日本歴史新書、1954 度々再版
- 父母に語る 愛児のしつけと生活 慶友社、1954
- 犬・花・人間 慶友社、1956
- ザヴィエル 吉川弘文館 人物叢書、1959、新版1988
- 私の小便小僧たち コスモポリタン出版社、1959
- 明治の石版画（編）春陽堂書店、1973
- 幼稚舎家族 同・刊行委員会、1989.7
- 吉田小五郎随筆選 3巻組 慶應義塾大学出版会、2013

## 翻訳
- 切支丹大名記 シュタイシェン 大岡山書店、1930
  - ミカエル・シュタイシェン『キリシタン大名』乾元社、1952年11月20日。NDLJP:2941440。(要登録)
- 日本切支丹宗門史 レオン・パジェス 岩波文庫（全3巻）1938-1940。度々復刊

## 関連文献
- 「訃報 ; 昭和五八年度三田史学会大会について ; 昭和五八年度史学科旅行」『史学』第53巻第4号、三田史学会、1984年3月、90(356)-93(359)、CRID 1050564288899026944、ISSN 0386-9334。